# Київський суднобудівно-судноремонтний завод
Київський суднобудівно-судноремонтний завод (КССРЗ) — суднобудівне підприємство, яке розташоване у Київській гавані Дніпра в Подільському районі Києва. Одне з найстаріших суднобудівних підприємств України. Засноване у 1896 році, як казенні пароплавні майстерні й елінг, пізніше, у 1927 році перетворені у Київський суднобудівно-судноремонтний завод Підприємство спеціалізується на будівництві суден змішаного типу річка-море, паромів і несамохідних барж.

## Історія
У листопаді 1896 року Міська дума і правлінням Київського округу шляхів сполучення було прийнято рішення організувати в Олександрівській гавані пароплавні ремонтні майстерні та елінги.
Вже до 1927 року майстерні отримали статус заводу.
Під час Другої світової війни завод брав участь у переобладнанні та передачі суден до складу річкових військових флотилій.
У повоєнний час, відновлений завод став основною судноремонтної базою для всіх типів суден Дніпровського басейну, а також головним виробничим майданчиком для суховантажів типу «Славутич».
У 90-х роках XX століття завод став Акціонерним товариством і, нарівні з річковими суднами, освоїв у 2002 році будівництво суховантажів типу річка-море.
За роки існування заводом були спроектовані, побудовані і здані в експлуатацію понад 150 суден різного типу і призначення. Особливою гордістю заводу є теплохід Борис Щербина, побудований за замовленням Газпрому і переданий замовнику в 2003 році.

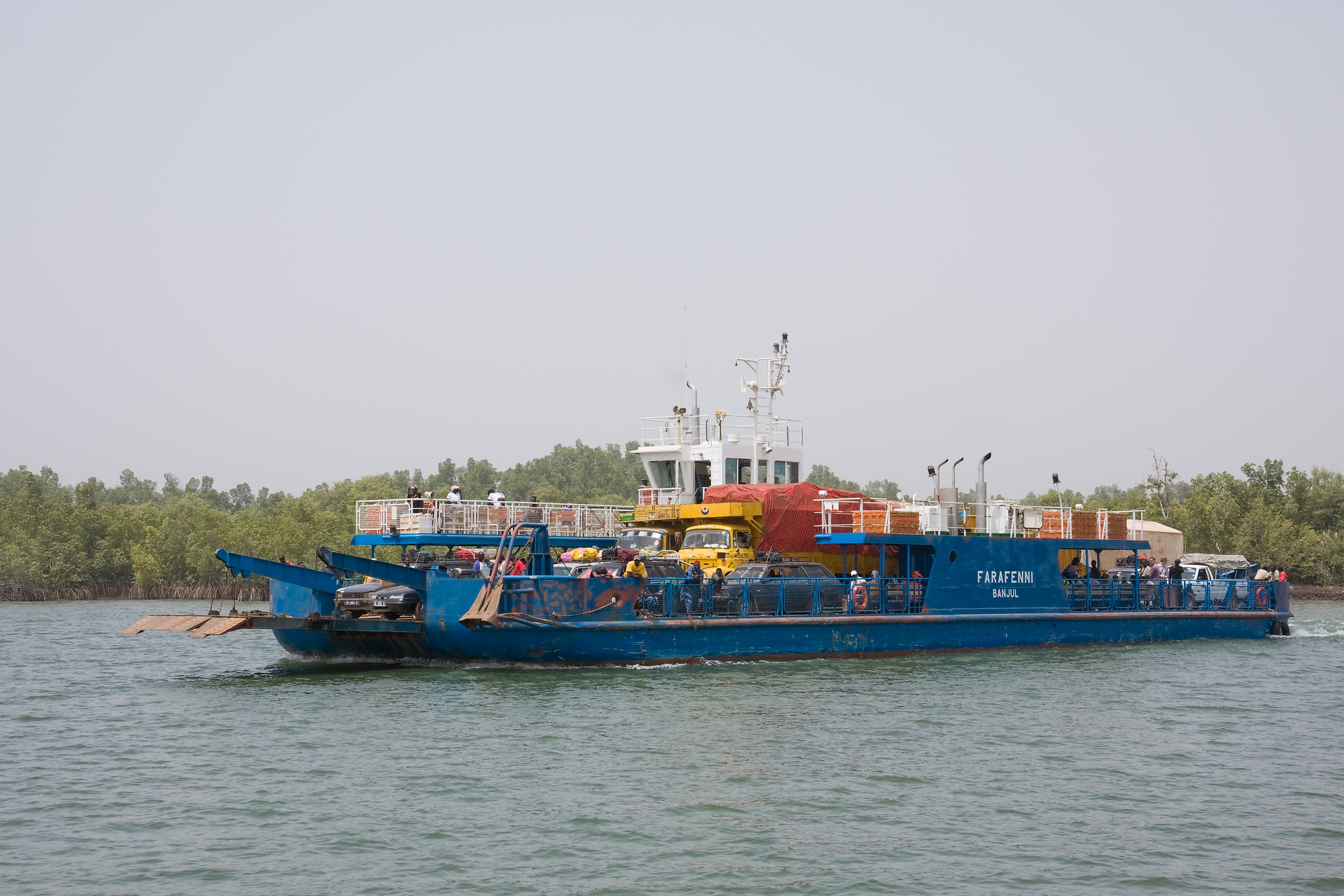
Паром «Farafenni» (проект 16300), побудований Київським суднобудівно-судноремонтним заводом, Гамбія, 2008 р.

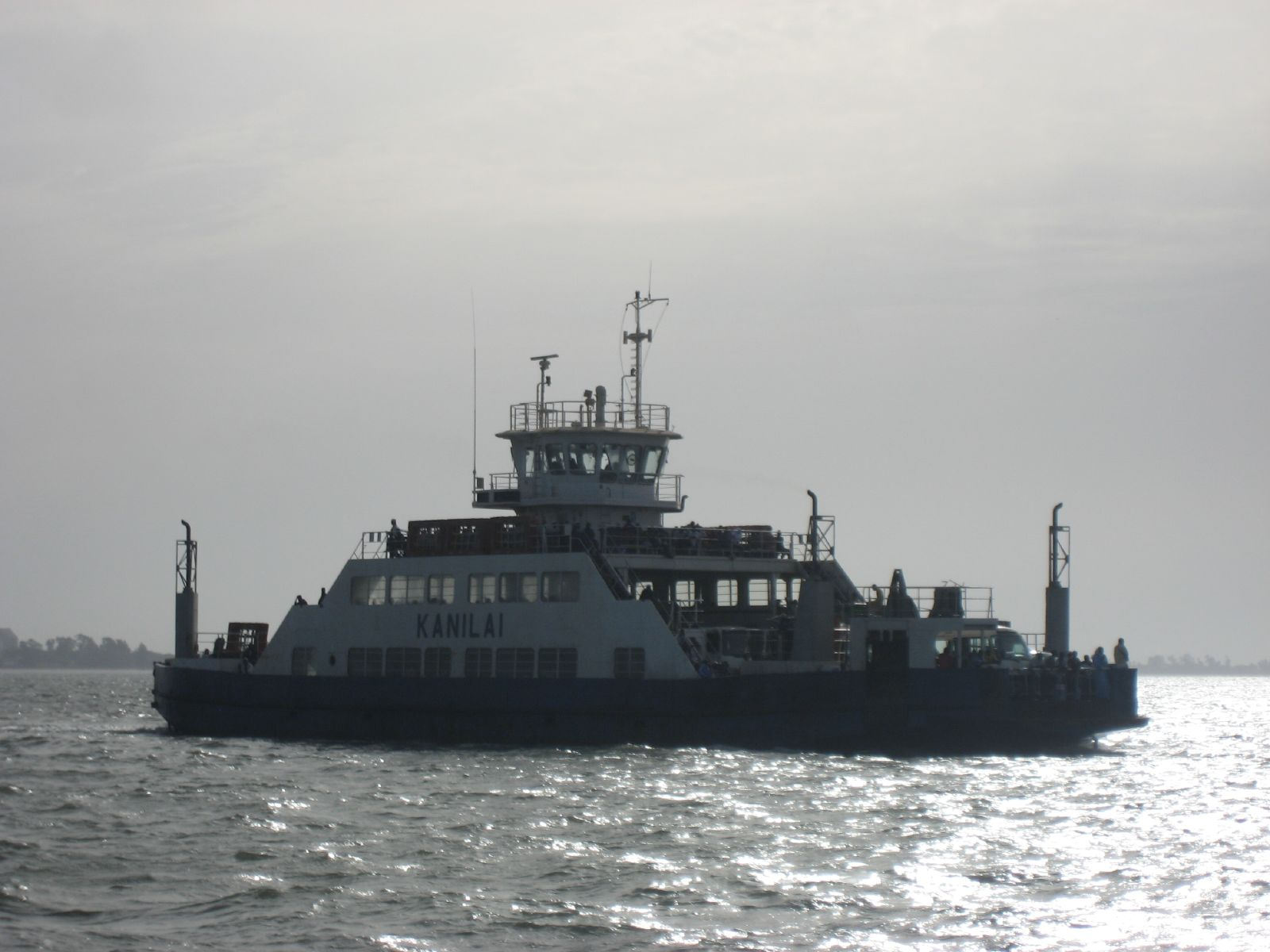
Паром «Kanilai» (проект 17600), побудований Київським суднобудівно-судноремонтним заводом, Гамбія, 2007 р.

Вдячні листи і відгуки, отримані від уряду і адміністрації портів республіки Гамбії, свідчать про надійність і високу якість побудованих в 2004 році на підприємстві транспортно-пасажирських поромів ін. 16300 «Farafenni», «Soma» та ін. 17600 «Kanilai».
У 2010 році підприємство освоїло напрямок машинобудування для гірничодобувної промисловості. Завод перебуває в партнерських відносинах з Інгулецьким і Полтавським гірничо-збагачувальними комбінатами, і в термін поставляє всі необхідні деталі і конструкції для безперебійної роботи партнерів.
Так само завод займається виробництвом корпусів паливозаправних станцій проекту МА-01 і МА-02, які експлуатуються провідними нафтотрейдерами країни.
У квітня 2013 року успішно реалізований проект з будівництва багатоцільового, допоміжного судна на замовлення ДУ «Держгідрографія».
У 2021 році завод відремонтував гідропісконавантажувач «Кий».

## Структура
- Корпусно-зварювальний цех
- Слюсарно-механічний цех
- Окремі виробничі ділянки
- Проектно-конструкторський відділ

## Діяльність
в галузі суднобудування та судноремонту
Завод має великі виробничі потужності і здійснює діяльність з будівництва плавзасобів різних типів, проводить ремонт, модернізацію, і переобладнання річкових суден та суден змішаного типу «ріка-море». 
в галузі машинобудування
Завод виготовляє складні металоконструкції, обладнання для гірничо-збагачувальних підприемств: магнітні дешламатори, вібраційні грохоти, відцентрові дробарки, барабанні перевантажувачі (розвантажувальні візки) типу «Автостелла» та запасні частини для гірничо-збагачувального обладнання. 
Виробничі потужності дозволяють надавати ряд послуг з металообробки, таких як згинання, різка, вальцювання, термообробка, токарні та фрезерні роботи, шліфування — практично будь-які послуги з обробки металів і виготовлення металоконструкцій.

## Керівництво
- Голова наглядової ради — Просєков Валерій Михайлович з 2011 року[3]
- Голова правління — Овдій Анатолій Олександрович з 2011 року[3]
- Заступник голови правління - комерційний директор — Браїлова Ніна Іванівна з 2010 року[3]
- Заступник голови правління - директор за кадрових питань та побуту — Сіроштан Сергій Олександрович з 2014 року[3]